# Synagoga we Wronkach
Synagoga we Wronkach – nieistniejąca synagoga, która znajdowała się we Wronkach przy ulicy Krętej (do 1918 roku Synagogalna).
Synagoga została zbudowana w 1607 roku, na miejscu starej synagogi, na podstawie przywileju wydanego przez właścicielkę miasta Zofię Czarnkowską. Została całkowicie rozebrana przez hitlerowców latem 1940 roku. Obecnie na jej miejscu znajduje się sklep oraz szalet miejski.
Murowany z cegły budynek synagogi był prawdopodobnie przebudowywany w XVIII i XIX wieku. W okresie międzywojennym był on wpisany do rejestru zabytków. Wymiary budowli wynosiły: 20 m długości, 12 m szerokości, 15 m wysokości. Ściany boczne miały 0,9 m grubości. Przy synagodze znajdowała się rzeźnia rytualna oraz stary cmentarz żydowski, zlikwidowany w 1928 roku ze względów regulacyjnych.
Według niepopartej faktami tradycji bożnica została zbudowana przez Żydów portugalskich w 933 roku, co czyniłoby z niej najstarszą synagogę w Polsce. Na poparcie tego twierdzenia przytaczano liczbę 933 wyrytą na jednej z belek we wnętrzu świątyni. W przedsionku synagogi znajdowała się tablica z napisem w języku hebrajskim i niemieckim:
Ku wiecznej pamięci potomności – synagoga ta została wzniesiona w roku 4693 (według kalendarza gregoriańskiego 933) od stworzenia świata.